# Charzykowy (gromada)
Charzykowy – dawna gromada, czyli najmniejsza jednostka podziału terytorialnego Polskiej Rzeczypospolitej Ludowej w latach 1954–1972.
Gromady, z gromadzkimi radami narodowymi (GRN) jako organami władzy najniższego stopnia na wsi, funkcjonowały od reformy reorganizującej administrację wiejską przeprowadzonej jesienią 1954 do momentu ich zniesienia z dniem 1 stycznia 1973, tym samym wypierając organizację gminną w latach 1954–1972.
Gromadę Charzykowy z siedzibą GRN w Charzykowach utworzono – jako jedną z 8759 gromad na obszarze Polski – w powiecie chojnickim w woj. bydgoskim, na mocy uchwały nr 24/5 WRN w Bydgoszczy z dnia 5 października 1954. W skład jednostki weszły obszary dotychczasowych gromad Chojniczki i Jarcewo z Czartołomiem ze zniesionej gminy Chojnice, osiedla Charzykowy, Wolność, Zacisze, Pomoc i Funka z miasta Chojnice oraz osiedla Bachorze, Funka, Łukomie, Józefowo i Dębowa Góra z dotychczasowej gromady Łukomie ze zniesionej gminy Konarzyny w tymże powiecie. Dla gromady ustalono 17 członków gromadzkiej rady narodowej.
31 grudnia 1959 do gromady Charzykowy włączono obszary zniesionych gromad Angowice, Zbeniny i Pawłowo (bez wsi Granowo i Racławki) w tymże powiecie; równocześnie przeniesiono siedzibę GRN gromady Charzykowy z Charzyków do Chojnic, zachowując jednak nazwę jednostki gromada Charzykowy.
31 grudnia 1961 do gromady Charzykowy włączono wieś Moszczenica ze zniesionej gromady Doręgowice w tymże powiecie.
1 stycznia 1969 do gromady Charzykowy włączono grunty rolne o powierzchni ogólnej 683,87 ha z miasta Chojnice w tymże powiecie.
Gromada przetrwała do końca 1972 roku, czyli do kolejnej reformy gminnej.